# ها تاي كيون
ها تاي كيون (2 نوفمبر 1987 بتونغيونغ في كوريا الجنوبية - ) هو لاعب كرة قدم كوري جنوبي في مركز الهجوم. شارك مع منتخب كوريا الجنوبية تحت 20 سنة لكرة القدم ومنتخب كوريا الجنوبية تحت 23 سنة لكرة القدم. أما مع النوادي، فقد لعب مع سوون سامسونغ بلووينغز ونادي سانغجو ‏ وYanbian Funde F.C. ‏.

## وصلات خارجية
- ها تاي كيون على موقع الاتحاد الدولي (مؤرشف)  (الإنجليزية)
- ها تاي كيون على موقع دوري كوريا الجنوبية (الإنجليزية)
- ها تاي كيون على موقع قاعدة بيانات كرة القدم.إي يو (الإنجليزية)
- ها تاي كيون على موقع Soccerway.com (الإنجليزية)